# Tereza Chlebovská
Tereza Chlebovská (Třemešná, 10 dicembre 1990) è una modella ceca, incoronata Miss Repubblica Ceca 2012 (Česká Miss) durante la serata finale del concorso di bellezza che si è tenuta il 31 marzo 2012 presso il Karlín Musical Theatre di Praga.
In qualità di rappresentante ufficiale della Repubblica Ceca, Tereza Chlebovská parteciperà al concorso di bellezza internazionale Miss Universo 2012, che si terrà a dicembre.
Al momento dell'incoronazione, la Chlebovská era una studentessa presso l'università di Ostrava.